# Héctor Muñoz (ciclista)
Héctor Muñoz (Antioquia, 1940~1941) es un exciclista de ruta colombiano.

## Palmarés
1963
- Clasificación de los novatos en la Vuelta a Colombia[1]

1964
- 2º en el Clásico RCN, más 1 etapa[2]

## Equipos
- Reencauchadora Mejía (1963-1964)
- Almacenes Don Pepe (1965)
- Reencauchadora Mejía (1966)